# Francisco Argemí
Francisco Argemí y Sola (kat. Francesc Argemí i Solà) (ur. 24 marca 1901 w Terrassie, zm. 28 lipca 1971 w Barcelonie) – hiszpański hokeista na trawie, uczestnik Letnich Igrzysk Olimpijskich 1928.
Argemí dostał powołanie na letnie igrzyska olimpijskie w Amsterdamie w 1928 roku. Wystąpił tam w dwóch spotkaniach fazy grupowej. 17 maja Hiszpanie przegrali 1–5 z Niemcami, a dwa dni później przegrali 1–2 z Francuzami. Hiszpanie zremisowali także inny mecz grupowy z Holendrami (w którym Argemí nie grał), tym samym zajmując ostatnie miejsce w fazie grupowej. Argemí, grający na tym turnieju w linii defensywnej, nie zdobył żadnego gola.